# Kanton Elbeuf
Kanton Elbeuf is een kanton van het Franse departement Seine-Maritime. Het kanton maakt deel uit van het arrondissement Rouen. De oppervlakte bedraagt 78,52 km². In 2017 waren er 30 758 inwoners, dat is een dichtheid van 392 inwoners/km².

## Gemeenten
Het kanton Elbeuf omvatte tot 2014 de volgende 4 gemeenten:
- Elbeuf (hoofdplaats)
- La Londe
- Orival
- Saint-Aubin-lès-Elbeuf

Door de wijzigingen van de kantons bij decreet van 27 februari 2014, met uitwerking in maart 2015, bestaat het kanton sindsdien uit volgende 6 gemeenten:
- Elbeuf (hoofdplaats)
- Grand-Couronne
- La Bouille
- La Londe
- Moulineaux
- Orival